# Anatopynia plumipes
Anatopynia plumipes är en tvåvingeart som först beskrevs av Fries 1823.  Anatopynia plumipes ingår i släktet Anatopynia och familjen fjädermyggor. Arten är reproducerande i Sverige. Inga underarter finns listade i Catalogue of Life.